# Мацкявичюс, Эрнест Гедревич
Эрне́ст Гедревич Мацкя́вичюс (лит. Ernestas Mackevičius; 25 ноября 1968, Вильнюс) — российский журналист и телеведущий. Член Академии российского телевидения, ведущий программы «Вести в 20:00» на телеканале «Россия-1», директор института «Первая Академия медиа» РЭУ им. Г. В. Плеханова, директор Института медиа НИУ «Высшая школа экономики», член Экспертного совета Президентского фонда культурных инициатив.

## Биография
Родился 25 ноября 1968 года в Вильнюсе. Отец Эрнеста — режиссёр Гедрюс Мацкявичюс (1945—2008). Мать Марина Мацкявичене (1947—2011) — журналист газет «Вечерняя Москва» (до 2001 года), «Труд» (2001—2005), «Независимой газеты» (2005—2006).
В Москве впервые оказался в 10 лет. Окончил школу № 579, затем проходил срочную службу в пограничных войсках. В 1994 году окончил газетное отделение факультета журналистики МГУ. Учился на одном курсе вместе с будущими коллегами по старому НТВ Владимиром Ленским, Сергеем Гапоновым, Вячеславом Грунским, Андреем Черкасовым, Александром Хабаровым и Владимиром Чернышёвым. Также обучался некоторое время на одном курсе с Андреем Малаховым и Дмитрием Лесневским, которые в силу разных обстоятельств окончили университет позднее.

### Профессиональная деятельность
На телевидении работает с 1991 года. Начинал в телекомпании «ВИD» корреспондентом и ведущим программы «13-31». Затем работал в программе «Архипелаг» на 1-м канале Останкино; в качестве российского корреспондента делал материалы для международного тележурнала «Центральный экспресс».
С января 1992 по осень 1993 года работал корреспондентом программы «Панорама» на 1-м канале Останкино.
В 1993 году по приглашению сокурсника Владимира Ленского переходит на только что образованный телеканал НТВ. С осени 1993 и до апреля 2001 года был парламентским корреспондентом в информационных программах этого телеканала.
14 апреля 2001 года, в день перехода телеканала НТВ под контроль «Газпром-Медиа», Мацкявичюс покидает телеканал вместе с командой Киселёва и переходит на работу в телекомпанию ТВ-6. С мая 2001 по январь 2002 года — парламентский корреспондент службы информации телеканала ТВ-6. Был корреспондентом в первом российском реалити-шоу «За стеклом».
С 2001 года работает телеведущим. Принимал участие в программе «Тушите свет» с Хрюном Моржовым и Степаном Капустой в качестве живого соведущего. В ночь с 31 декабря 2001 на 1 января 2002 года был одним из соведущих проекта «Новый год на ТВ-6. Венеция в Москве». 5 и 12 января 2002 года из-за болезни своего коллеги по каналу Кирилла Набутова в одиночку отработал два отборочных выпуска второго сезона реалити-шоу «За стеклом» «Последний бифштекс»; продолжал выступать в роли ведущего этого шоу и после своего перехода с ТВ-6 на ВГТРК, а передачи — с ТВ-6 на ТНТ. Об опыте работы на ТВ-6 в реалити-шоу «За стеклом» в дальнейшем отзывался негативно.
На протяжении осени 2001 года разрабатывал для канала ТВ-6 идею еженедельной авторской программы «Завтра», но по техническим причинам идея так и не была реализована. Спустя неделю после отключения ТВ-6 Мацкявичюс позвонил своему бывшему начальнику Олегу Добродееву, на тот момент занимавшему должность председателя ВГТРК, и предложил ему просмотреть уже смонтированный пилотный выпуск программы «Завтра»; другие возможности самореализации в составе творческого коллектива шестого канала, возобновившего выход в эфир в июне 2002 года под названием ТВС, он рассматривать не стал.
На канале РТР (с сентября 2002 года — телеканал «Россия», с января 2010 года — «Россия-1») работает с февраля 2002 года: изначально был автором и ведущим ежедневной утренней программы «Пролог»; с августа 2002 по октябрь 2005 года — постоянный ведущий канала «Доброе утро, Россия!»; ведущий предвыборных дебатов на парламентских и президентских выборах в 2003—2004 и 2007—2008 годах.
С ноября 2005 по май 2006 года — ведущий программы «Вести. Подробности» поочерёдно с Дмитрием Дибровым.
С мая 2006 года вёл выпуски «Вестей» в 17:00 и программу «Вести+». В августе 2008 года в период отпуска Андрея Кондрашова заменял его на месте ведущего воскресных выпусков «Вестей» в 20:00. С сентября 2008 года представляет программу «Вести» в 20.00 вместе с Мариной Ким, Татьяной Ремезовой, Салимой Зариф, Марией Ситтель и Ириной Россиус. С мая 2016 года ведёт программу единолично, еженедельно чередуясь с Андреем Кондрашовым, а ныне с Игорем Кожевиным.
В 2006—2008 годах — ведущий линейного эфира выпусков новостей круглосуточного информационного телеканала «Вести» (ныне — «Россия-24»).
В 2008—2011 годах вместе с Марией Ситтель вёл ежегодную программу «Разговор с Владимиром Путиным: продолжение».
Является неоднократным участником и победителем шоу «Форт Боярд». Участвовал в телеигре «Сто к одному» дважды: в выпуске 29 апреля 2000 года в составе команды литовских деятелей искусства «Локис», и 15 мая 2011 года в составе команды телеведущих «Вести в кадре».
С 13 сентября 2015 по 2 января 2016 года являлся (в паре с Наргиз Закировой, позднее с Мариной Кравец) ведущим второго сезона вокального проекта «Главная сцена» на телеканале «Россия-1». В мае 2016 года вместе с Дмитрием Губерниевым в эфире из Стокгольма комментировал конкурс Евровидение 2016.
С 2019 года — художественный руководитель международного музыкального фестиваля «Дорога на Ялту», который ежегодно проходит в Крыму в канун Дня Победы.
С 2018 года — основатель, директор и наставник «Первой академии медиа» МИРБИС. В 2021 году «Первая академия медиа» приобрела статус института и вошла в состав Российского экономического университета им. Г. В. Плеханова. Организовывает мастерские по телевизионной журналистике на журфаке МГУ имени Ломоносова и проводит мастер-классы в школе «Останкино».
С 2020 года — художественный руководитель проекта «Мастерская Эрнеста Мацкявичюса» в Высшей школе экономики. С 2022 года — руководитель Департамента медиа Высшей школы экономики.
С 2021 года — член экспертного совета «Президентского фонда культурных инициатив». С марта 2024 года — член учебного совета ВШЭ.
Комментировал инаугурацию Президента Российской Федерации 7 мая 2024 года (в паре с Екатериной Березовской) в прямом эфире «Первого канала», «России-1», НТВ и т. д.

#### Резонансные эпизоды
В мае 2014 года в программе «Вести», в сюжете «Присяга под стволами» о боях под Славянском, для демонстрации жестокости украинских военных были использованы кадры с убитым мужчиной из выпуска «Вестей» от 18 ноября 2012 года. Видеосюжет, откуда были взяты эти кадры, был посвящён новости о введении режима контртеррористической операции в Баксанском районе Кабардино-Балкарии. Эрнест Мацкявичюс (ведущий выпуска) объяснил ошибку редакторов «издержками интернета», после обнаружения которой видеоролик был удалён.
Выступая в августе 2015 года в лагере «Территория смыслов на Клязьме», Эрнест Мацкявичюс заявил о своём отказе от международных эталонов журналистики из-за начала новой холодной войны. Также он предложил считать современную журналистику мобилизационной, которая «позволяет защищаться в условиях информационной войны», а необходимость обороняться должна стать главным «профессиональным рефлексом». Бывший декан факультета журналистики МГУ Ясен Засурский, который помнит Мацкявичюса ещё студентом, в ответ на это высказывание заявил: «Нет-нет, я не согласен с этим. Потому что никакая война не сделает вас слепым или безоружным. Мне кажется, что когда мы не имеем достаточной и полной информации, мы обезоружены, мы капитулируем ещё до того, как враг на нас наступил. Журналистика в беде. И беда-то как раз в том, что информации наша журналистика не даёт. В этом её беда. Нам как воздух необходимы хорошие газеты».

### Фильмография
- «Сорос. Квант разрушения» (2017) — документальный фильм об американском финансисте, инвесторе и филантропе Джордже Соросе[65][66].
- «Холоп 2» (2024) — ведущий программы «Вести» (камео).

## Награды и премии
- Медаль ордена «За заслуги перед Отечеством» I степени (23 апреля 2008 года) — за информационное обеспечение и активную общественную деятельность по развитию гражданского общества в Российской Федерации[67].
- Орден Дружбы (22 апреля 2014 года) — за высокий профессионализм и объективность в освещении событий в Республике Крым[68] (Указ Президента Российской Федерации от 22 апреля 2014 г. № 269 «О награждении государственными наградами Российской Федерации» официально не опубликован, однако Эрнест Мацкявичюс подтвердил факт награждения[69]).
- Благодарность Правительства Российской Федерации (31 марта 2009 года) — за активное участие в освещении деятельности Председателя Правительства Российской Федерации[70].
- Благодарность Правительства Российской Федерации  (31 марта 2010 года) — за активное участие в освещении деятельности Председателя Правительства Российской Федерации[71].
- Благодарность Правительства Российской Федерации  (3 марта 2012 года) — за активное участие в освещении деятельности Председателя Правительства Российской Федерации[72].

## Семья
Эрнест Мацкявичюс с 2003 года женат на Алине Ахметовой, с которой познакомился, когда работал в Государственной думе. Алина заканчивала среднюю школу и пришла с одноклассниками на экскурсию в Госдуму. 
Дочь — Далия Мацкявичюте (род. 4 февраля 2004), в 2022 году окончила московскую среднюю общеобразовательную школу «Класс-Центр», обучается в «Первой академии медиа» на факультете журналистики.